# Gonioctena olivacea

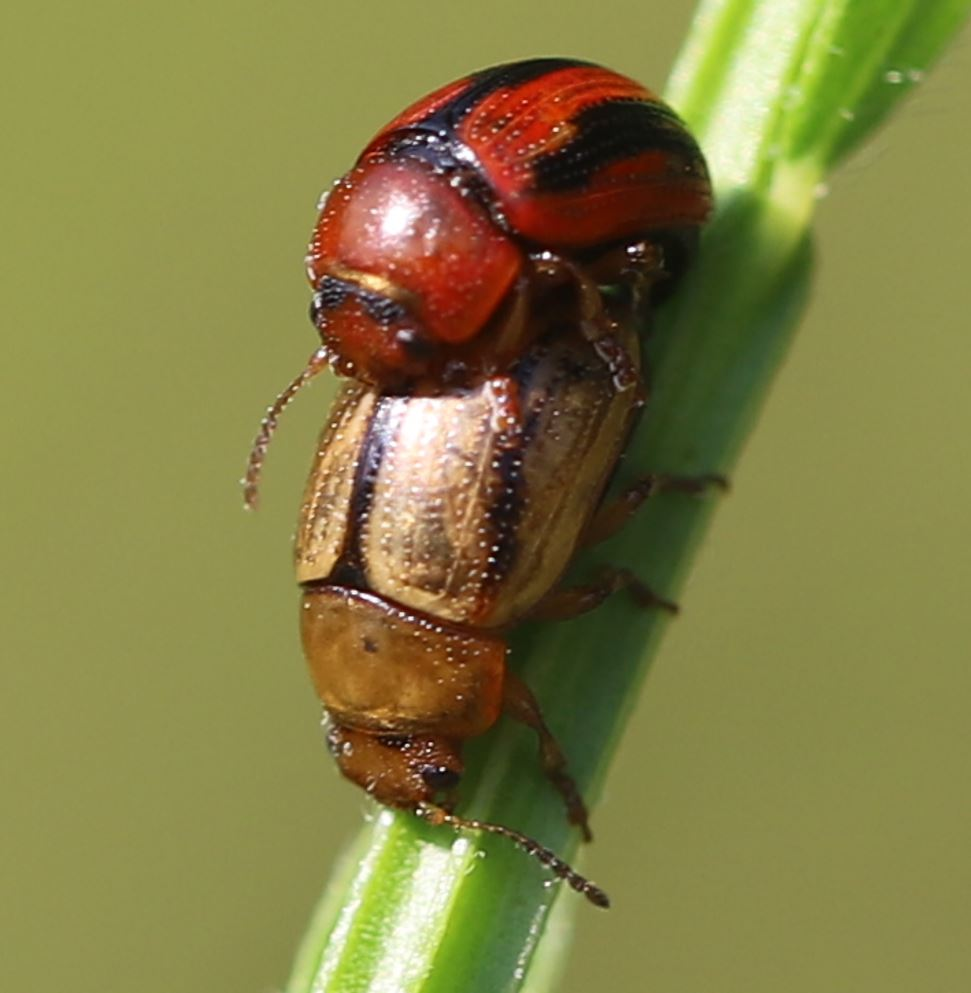
Paarung

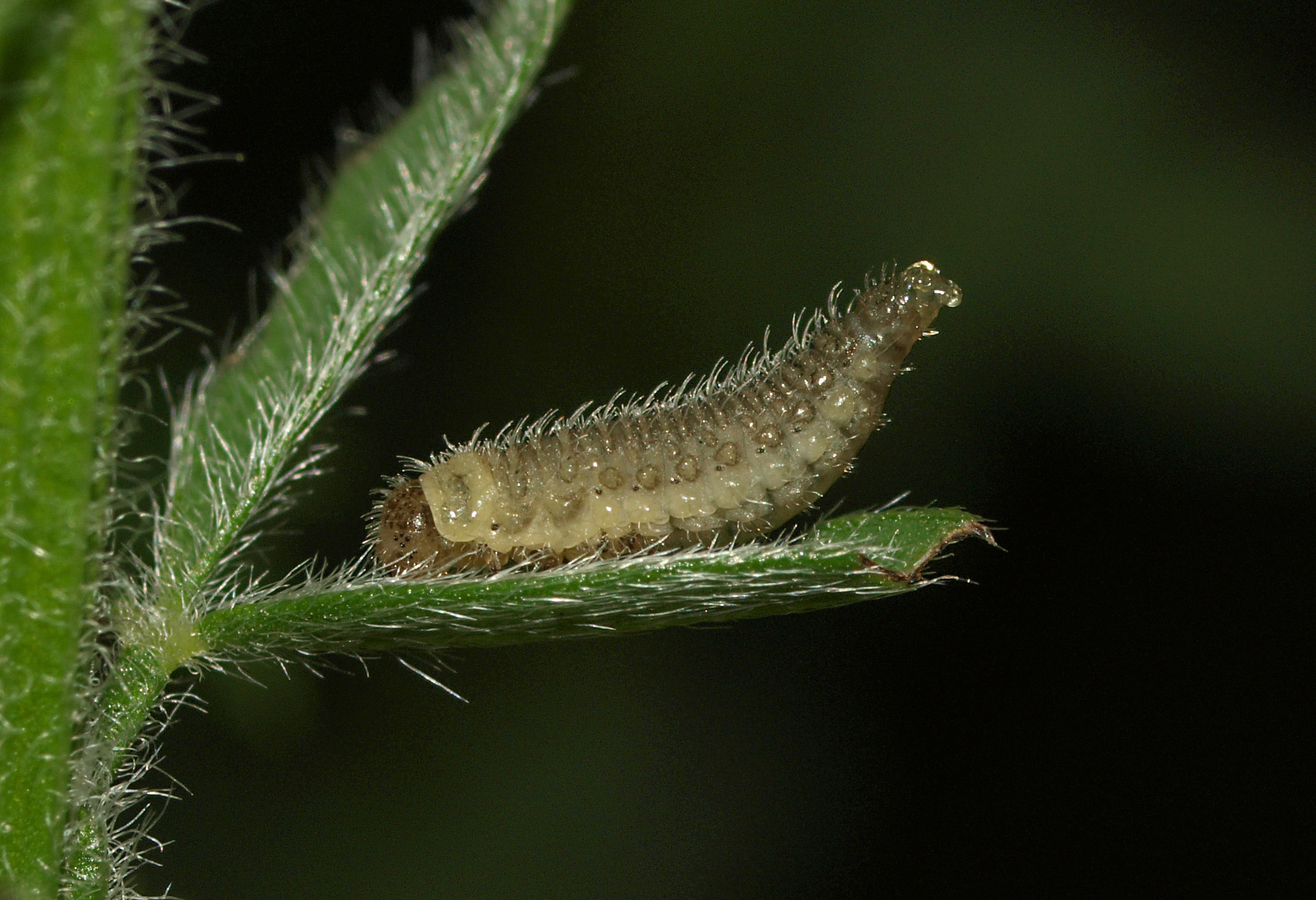
Larve

Gonioctena olivacea ist ein Käfer aus der Familie der Blattkäfer (Chrysomelidae).

## Beschreibung
Die Käfer besitzen eine Körperlänge von 3–5 mm. Kopf und Halsschild sind rötlich, die Flügeldecken gelb. Letztere besitzen einen schwarzen Nahtsaum sowie einen dunklen Streifen auf der Schulterbeule. Über die Flügeldecken verlaufen mehrere Punktreihen.

## Verbreitung
Das Verbreitungsgebiet von Gonioctena olivacea reicht von der Iberischen Halbinsel bis nach Mitteleuropa und die Britischen Inseln.

## Lebensweise
Zu den Wirtspflanzen der Käferart zählen neben dem Besenginster (Cytisus scoparius) verwandte Ginster-Arten. Die Art bildet eine Generation pro Jahr. Die adulten Käfer fliegen ab Mai. Ende Juli / Anfang August sind die Käfer am häufigsten zu beobachten.

## Taxonomie
Weitere Synonyme in der Literatur sind:
- Chrysomela flavicans Fabricius, 1787
- Chrysomela litura Fabricius, 1775
- Chrysomela olivacea Forster, 1771 (ursprüngliche Namenskombination)
- Phytodecta weisei Reitter, 1896
- Spartophila olivacea